# 고알도스테론증
고알도스테론증(高-症, hyperaldosteronism) 또는 알도스테론증(-症, aldosteronism)은 너무 많은 알도스테론이 부신에 의해 생성되는 질병의 하나로, 혈액 내 칼륨의 수치가 떨어지고(저칼륨혈증) 수소이온 배출이 증가되는(알칼리혈증) 결과가 나타난다.

## 증상
무증상일 수 있지만 아래의 증상이 보일 수 있다:
- 피로
- 두통
- 고혈압
- 저칼륨혈증
- 고나트륨혈증
- 저마그네슘혈증
- 간헐적이거나 일시적 마비
- 경련
- 근육 약화
- 저림
- 다뇨증
- 번갈증
- 아린감
- 대사성 알칼리혈증[3]

## 종류

### 원발성
기능
- 고혈압
- 저칼륨혈증 (예: 근육 약화를 일으킬 수 있음)
- 알칼리혈증

탐구
- 고혈청 알도스테론
- 저혈청 레닌
- 고해상도 복부 CT 촬영

관리
- 부신선종: 수술
- 부신겉질과다형성: 알도스테론 길항제(예: 스피로놀락톤)

### 속발성
속발성 고알도스테론증은 레닌 앤지오텐신계(RAAS)의 과활동으로 인해 생긴다.

## 같이 보기
- 저알도스테론증